# 福島県立小野高等学校平田校
福島県立小野高等学校平田校（ふくしまけんりつ おのこうとうがっこう ひらたこう）は、福島県石川郡平田村に所在していた県立高等学校。

## 設置学科
- 全日制課程　
  - 普通科

## 沿革
- 1948年4月1日 - 福島県立田村農業高等学校蓬田季節学級設置（家庭科）[1]。
- 1949年4月1日 - 福島県立田村農業高等学校蓬田定時制分校設置[1]。
- 1951年10月1日 - 永田字切田に独立校舎新設移転[1]。
- 1952年4月1日 - 福島県立小野新町高等学校蓬田分校に改称[1]。
- 1955年4月1日 - 福島県立小野高等学校平田分校に改称[1]。
- 1973年11月29日 - 全日制普通科に移行決定[1]。
- 1979年1月9日 - 上蓬田字切山に新校舎竣工[1]。
- 2008年4月1日 - 現在の校名に改称[1]。
- 2019年3月31日 - 廃校[1][2]。

## 交通
- JR小野新町駅・磐城石川駅より福島交通バス利用上蓬田バス停下車徒歩10分